# ショーン・スタージャック
ショーン・スタージャック（Shawn Stasiak、本名：Shawn Emile Stipich、1970年7月21日 - ）は、カナダのプロレスラー。オンタリオ州オークビル出身。より原音に近いリングネームの読みは「ステイジアック」であり、ショーン・ステイジャックとも表記される。主にWWE、WCWで活躍した。
父親は第5代WWWFヘビー級王者のスタン・スタージャック。

## 来歴
地元の学校でレスリングを習う。その後ドリー・ファンク・ジュニアの下でプロレスを学び、1996年、アメリカ西海岸のインディー団体PCCWにてショーン・スタージャックの名前でデビュー。
まもなくWWFと契約し、下部団体OVWを経て1999年4月に前座番組ヒートに登場。この時のリングネームはミート（Meat）。同年11月のサバイバー・シリーズではカート・アングルのWWFデビュー戦の相手を務めた。
2000年からはWCWに登場し、カート・ヘニングと「パーフェクト」の称号を巡る抗争を展開（なお、ショーンの父スタン・スタージャックとカートの父ラリー・ヘニングは、1970年代のWWWFでヒールのトップとして共闘していた）。同年5月にはチャック・パルンボとのタッグチーム "パーフェクト・イベント（Perfect Event）" を結成、クロニック（ブライアン・アダムス&ブライアン・クラーク）を破りWCW世界タッグ王座を獲得した。その後も若手軍団ナチュラル・ボーン・スリラーズ（NBT）の一員としてパルンボとのタッグで活動するも、パルンボがショーン・オヘアと組み出してからは敵対するようになる。NBT解散後はマーク・ジンドラックとのタッグでパルンボ&オヘアと抗争した。
WCW崩壊後はWWEと再契約。WCW / ECW連合軍アライアンスのメンバーとなるが、お笑い路線に走ることになる。バトルロイヤルでは真っ先に失格になり、バックステージでもWWE勢に毎回奇襲をかけるが簡単に避けられ自分は壁にぶち当たるといった状態が続く。キャラ的にはマヌケな役が多く、自分は惑星スタージャック（Planet Stasiak）から来た男だと名乗り、ブロック・レスナーなどを挑発して試合をするが必ず負け、いわゆるジョバーの役割であった。2002年9月に怪我のために解雇される。
現在は指圧師として活動しており、テキサス州ダラスのParker College of Chiropracticに通い、2006年8月カイロプラクティック専門職学位も取得し、 2007年には、テキサス州におけるカイロプラクター開業資格を得る。

## 得意技
スタージャック・プレックス
WCW時代から使用されているフィニッシャー。当初は同型技のパーフェクト・プレックスを使用していたカート・ヘニングを挑発する形で使っていた。
パーフェクト・プラント
WWF時代のフィニッシャー。デスバレー・ドライバー
ミート・グラインダー
リバースDDT
ハングマンズ・ネックブリーカー
バックフリップ

## 獲得タイトル
WWE
- ハードコア王座：16回

WCW
- WCW世界タッグ王座：3回（w / チャック・パルンボ）

その他
- MCW TV王座：1回